# Turma da Mônica - A Série
Turma da Mônica - A Série é uma série em live-action brasileira que serve como sequência dos filmes Turma da Mônica: Laços e Turma da Mônica: Lições. Seu lançamento no serviço de streaming Globoplay ocorreu em 21 de julho de 2022. Com oito episódios, é baseada na série de histórias em quadrinhos homônima criada por Mauricio de Sousa.

## Enredo
A história continua o enredo de Turma da Mônica: Lições e foca na criação do "Clube da Turma", construído no Parque Municipal Antônio Molinari, em Poços de Caldas. Baseada na obra de Mauricio de Sousa, Turma da Mônica é uma série infantil que acompanha a Mônica (Giulia Benite) e seus amigos Magali (Laura Rauseo), Cebolinha (Kevin Vechiatto) e Cascão (Gabriel Moreira) enquanto vivem aventuras incríveis no bairro do Limoeiro. Agora chegando na adolescência (8° ou 9° ano do Ensino Fundamental), os quatro amigos se encontram em uma crise de identidade quando percebem que já não são mais crianças o suficiente para certas brincadeiras, mas também não são aceitos no grupinho dos adolescentes. Tudo piora quando são convidados para festa de Carminha Frufru (Luiza Gattai) e uma coisa terrível acontece. A festa é sabotada e Mônica e seus amigos se tornam os principais suspeitos da armação. A fofoqueira do Bairro, Denise (Becca Guerra), decide investigar a confusão para tentar descobrir quem, de fato, arruinou a festa de Carminha.

## Elenco
| Ator/Atriz      | Personagem                    |
| --------------- | ----------------------------- |
| Giulia Benite   | Mônica                        |
| Kevin Vechiatto | Cebolinha                     |
| Laura Rauseo    | Magali                        |
| Gabriel Moreira | Cascão                        |
| Emilly Nayara   | Milena                        |
| Luiza Gattai    | Carminha Frufru               |
| Becca Guerra    | Denise                        |
| Mariana Ximenes | Madame Frufru                 |
| Fernando Caruso | Feitoso Araújo / Capitão Feio |
| Pedro Motta     | Quinzinho                     |
| Laís Villela    | Marina                        |
| Vinícius Higo   | Do Contra                     |
| Rodrigo Kenji   | Nimbus                        |
| Cauã Martins    | Titi                          |
| Pedro Souza     | Jeremias                      |
| Lucas Infante   | Humberto                      |
| Álvaro Assad    | Jarbas                        |

### Participações especiais
| Ator/Atriz         | Personagem                                |
| ------------------ | ----------------------------------------- |
| Caito Mainier      | Seu Quinzão                               |
| Angélica di Paula  | Lurdinha Araújo                           |
| Adriano Paixão     | Antenor Araújo                            |
| Fernanda Ross      | Drª. Sílvia                               |
| Mayara Constantino | Professora da Carminha                    |
| Leandro Ramos      | Cozinheiro da Carminha                    |
| Manuela Macedo     | Penha                                     |
| Giovani Donato     | Dudu                                      |
| Gabriel Blotto     | Xaveco (apenas foto na casa do Cascão)    |
| Tiago Schmitt      | Franjinha (apenas foto na casa do Cascão) |
| Sofia Munhoz       | Aninha (apenas foto na casa do Cascão)    |
| Isabela Santos     | Cascuda (apenas foto na casa do Cascão)   |

## Resumo
| Temporada | Temporada | Episódios | Episódios | Originalmente lançado | Originalmente lançado | Originalmente lançado |
| Temporada | Temporada | Episódios | Episódios | Estreia da temporada  | Final da temporada    | Emissora              |
| --------- | --------- | --------- | --------- | --------------------- | --------------------- | --------------------- |
|           | 1         | 8         | 8         | 21 de julho de 2022   | 21 de julho de 2022   | Globoplay             |

## Episódios

### 1ª Temporada (2022)
| Episódio (série) | Episódio (temp.) | Título      | Dirigido por                      | Escrito por                         | Lançamento original | Exibição original    |
| --- | ---------------- | ----------- | --------------------------------- | ----------------------------------- | ------------------- | -------------------- |
| 1 | 1                | "Mônica"    | Daniel Rezende                    | Mariana Zatz                        | 21 de julho de 2022 | 13 de julho de 2023  |
| A grande festa de Carminha Frufru é sabotada, e inicia-se uma investigação na qual Mônica é a grande suspeita. Ela descreve sua desavença com Carminha, desde sua chegada ao bairro. |                  |             |                                   |                                     |                     |                      |
| 2 | 2                | "Magali"    | Luciana Baptista                  | Marina Maria Iorio                  | 21 de julho de 2022 | 20 de julho de 2023  |
| Magali dá seu depoimento e fala como acabou se comprometendo com Mônica, Carminha e Quinzinho. Ela tenta agradar a todos, mas é impossível estar em três lugares ao mesmo tempo.     |                  |             |                                   |                                     |                     |                      |
| 3 | 3                | "Cebolinha" | Luciana Baptista                  | Mariana Zatz & Mirtes Santana       | 21 de julho de 2022 | 27 de julho de 2023  |
| Cebolinha está encantado por Carminha, mas Denise acredita que ele ainda é leal a Mônica. Em seu depoimento, o rei dos “planos infalíveis” vai ter que esclarecer de que lado está.  |                  |             |                                   |                                     |                     |                      |
| 4 | 4                | "Cascão"    | Luciana Baptista                  | Mauro D'Addio                       | 21 de julho de 2022 | 3 de agosto de 2023  |
| Cascão declara sua antipatia por Carminha, cujas brincadeiras de mau gosto o fazem se isolar. Ficar longe da turma o faz ir atrás do tio Feitoso, que também se afastou da família.  |                  |             |                                   |                                     |                     |                      |
| 5 | 5                | "Milena"    | Marcela Lordy & Daniel Rezende    | Mirtes Santana & Marina Maria Iorio | 21 de julho de 2022 | 10 de agosto de 2023 |
| Milena garante não ter motivações contra Carminha. Mas em seu depoimento, ela revela como a tentativa de esconder um segredo improvável acabou por colocá-la no meio da sabotagem.   |                  |             |                                   |                                     |                     |                      |
| 6 | 6                | "Perfeição" | Marcela Lordy & Daniel Rezende    | Marina Maria Iorio & Mauro D'Addio  | 21 de julho de 2022 | 17 de agosto de 2023 |
| A chegada da Madame Frufru à festa interrompe a investigação. A turma se esconde pela mansão, cada um com seus próprios objetivos e segredos. Mônica faz uma revelação bombástica.   |                  |             |                                   |                                     |                     |                      |
| 7 | 7                | "Segredo"   | Luciana Baptista & Daniel Rezende | Marina Maria Iorio                  | 21 de julho de 2022 | 24 de agosto de 2023 |
| Um novo depoimento muda os rumos da investigação. Detalhes sobre o passado de Carminha são revelados e um grande segredo vem à tona. Cebolinha faz uma nova descoberta chocante.     |                  |             |                                   |                                     |                     |                      |
| 8 | 8                | "Lama"      | Daniel Rezende                    | Mariana Zatz                        | 21 de julho de 2022 | 31 de agosto de 2023 |
| Surge a grande ponta solta do mistério. Uma sabotagem começa a ser colocada em prática. Mônica, superando suas inseguranças, toma a frente e une a turma para resolver o problema.   |                  |             |                                   |                                     |                     |                      |

## Produção
A série é dirigida por Daniel Rezende, responsável pelos filmes em live-action Laços e Lições. O roteiro é original, feito especialmente para a série. Os quatro atores principais desses filmes também retornaram. A atriz Mariana Ximenes foi confirmada no elenco em janeiro de 2022. A série começou a ser gravada no início de 2022 na cidade de Poços de Caldas, em Minas Gerais, mesma onde foram gravados os dois filmes em live-action, além das cidades de Águas da Prata e São João da Boa Vista, em São Paulo, perto da divisa com Minas.
No dia 7 de fevereiro, foi divulgada a primeira foto da produção. No dia 11, foi publicada uma foto de Mariana Ximenes caracterizada para a série. No entanto, seu personagem ainda não havia sido revelado oficialmente. As gravações se encerraram no dia 21.

## Lançamento
No dia 9 de julho, o diretor Daniel Rezende anunciou a data de estreia para o dia 21 do mesmo mês. Seu pôster foi revelado dois dias antes da estreia. Como forma de promover o seu lançamento, a série teve seu primeiro episódio exibido na TV Globo no dia 29 de julho de 2022, dentro da faixa Espiadinha Globoplay.
No ano seguinte, a série passou ser exibido no canal infantil Gloob em 13 de julho e 31 de agosto de 2023.

## Recepção
A primeira temporada de Turma da Mônica - A Série obteve recepção positiva da crítica especializada. Janda Montenegro, do website CinePOP, elogiou a série, escrevendo: "Turma da Mônica – A Série cumpre o que promete, entregando diversão, entretenimento e legado pop para a cultura nacional. Altamente maratonável, é uma série com sabor de férias, que já deixa o gostinho de quero mais." Thiago Santos escreveu ao Escutai que, "Em apenas 8 episódios, Turma da Mônica – A Série consegue transportar para o formato de live-action todo o encanto, diversão e principalmente as lições presentes nos gibis criados por [Mauricio de Sousa]", e deu uma nota de 93/100. A escritora do Omelete Julia Sabbaga disse que a série "é como aquele gibi que a gente guarda para sempre", sendo "mais um acerto da MSP [Mauricio de Sousa Produções]", e deu a nota máxima de cinco estrelas.

### Prêmios e indicações
| Ano  | Prêmio                  | Categoria                         | Indicado                  | Resultado |
| ---- | ----------------------- | --------------------------------- | ------------------------- | --------- |
| 2022 | Prêmio Jovem Brasileiro | Melhor série/web série            | Turma da Mônica - A Série | Venceu    |
| 2022 | Prêmio Jovem Brasileiro | Melhor Atriz                      | Giulia Benite             | Indicado  |
| 2023 | SEC Awards              | Melhor Série Nacional             | Turma da Mônica - A Série | Venceu    |
| 2023 | SEC Awards              | Melhor Série Adolescente          | Turma da Mônica - A Série | Venceu    |
| 2023 | SEC Awards              | Melhor Atriz em Série Adolescente | Giulia Benite             | Venceu    |